# Mejelle
La Mejelle (o Majalla, Medjelle, Meğelle o, in turco Mecelle, dall'in arabo ﻣﺠﻠـة‎?, majalla, ossia "rivista", collectanea) è stato un codice civile in vigore nell'Impero ottomano verso la seconda metà del XIX secolo, fino ai primi del XX secolo. Costituì il primo tentativo di codificazione di una parte consistente dell'impianto legislativo, basato sulla shari'a, in vigore nel mondo islamico sottomesso all'autorità ottomana.
Il codice fu approntato da una Commissione guidata dal Pascià Aḥmed Cevdet e si espresse in sedici volumi (contenenti 1.851 articoli) redatti tra il 1869 e il 1876, entrati in vigore nel 1877. La sua struttura e il suo impianto fu chiaramente influenzato dalle più recenti esperienze europee nel campo della codificazione. La Mejelle riguardava numerosi settori civilistici ma non il diritto di famiglia, che restava riservato dominio della legge religiosa.
La sostanza del Codice della Mejelle era basato sulle tradizioni legali di Abū Hanīfa al-Nuʿmān, creatore del primo madhhab islamico del Hanafismo, che era la scuola giuridica cui si rifaceva il mondo ottomano. Tuttavia, facendo ricorso al metodo della "preferenza" ( tahayyur ), esso incorporava anche altre opinioni giuridiche che si rifacevano a diversi madhāhib sunniti, considerati all'occorrenza maggiormente funzionali a dirimere problemi giuridici.
Dal momento che la Mejelle era applicata nei tribunali secolari (nizamiye) e in quelli sciaraitici dell'Impero, ebrei e cristiani che - salvo il coinvolgimento di attori musulmani - non erano assoggettati alla legge islamica, bensì alla loro propria legislazione d'impianto religioso, ebbero in tal modo la possibilità di essere chiamati come testimoni in giudizio.
Dopo la dissoluzione dell'Impero ottomano dopo la prima guerra mondiale, la Mejelle rimase vigente in gran parte degli Stati che nacquero dalle sue ceneri (salvo l'Egitto, in cui essa non era mai stata adottata). Essa rimase in vigore:
- in Turchia fino al 1926, quando essa fu rimpiazzata dal Codice civile turco, derivato dal Codice civile svizzero
- in Albania fino al 1928
- in Libano fino al 1932
- in Siria fino al 1949
- in Iraq fino al 1953
- a Cipro fino agli anni sessanta
- in Israele, formalmente fino al 1984, malgrado singole leggi fossero state promulgate e fossero entrate in vigore durante il Mandato britannico della Palestina, come anche negli anni sessanta e settanta.[1]

La Mejelle è rimasta come codice civile di base in Giordania e Kuwait.